# Ruthless Records (Chicago)
Pour le label de hip-hop, voir Ruthless Records (Los Angeles).
Ruthless Records est un label indépendant américain de punk rock et noise rock, anciennement basé à Chicago, dans l'Illinois, actif entre 1981 et 1990. 

## Histoire
Il est fondé en 1981 à Chicago par The Effigies. Ce  n'était pas vraiment une structure organisée, mais un nom utilisé par certains groupes de punk rock de 1981 à 1990 : Big Black, The Effigies, End Result, Naked Raygun, Rifle Sport et Urge Overkill. 
Ruthless Records était un label indépendant dirigé comme une coopérative par Jon Babbin (plus tard fondateur de Criminal IQ Records), The Effigies, Naked Raygun et Steve Albini de Big Black. Après la sortie de l'EP Haunted Town des Effigies, le leader John Kezdy n'était pas satisfait de la façon dont Autumn Records gérait ses dépenses et décide de créer le label avec Babbin. Naked Raygun et Big Black se joignent à eux peu de temps après et les trois groupes travaillent ensemble pour sortir leurs premiers disques. Ce n'était pas vraiment une entreprise ou quoi que ce soit de ce genre, juste un moyen pour ces groupes de sortir leurs disques. Les groupes eux-mêmes étaient en grande partie responsables de la création et des coûts de leurs propres disques ; Ruthless n'était qu'un nom/adresse central pour donner l'apparence d'un label permettant de rejoindre des groupes partageant les mêmes idées.
La seconde moitié de l'existence de Ruthless (à partir de 1985 environ) était dirigée presque exclusivement par Steve Albini et la plupart des sorties étaient réalisées par des groupes en dehors de Chicago. Les Effigies dirigent le label depuis sa création jusqu'en 1984, où ils trouvent que le label détournait le groupe de ses priorités. Ils le confièrent alors au fondateur de Big Black, Steve Albini, qui le dirigea jusqu'à sa dissolution en 1990.

## Groupes et artistes
- Appliances SFB
- Big Black
- Black Spot
- Brick Layer Cake
- Circle Seven
- Dark Arts
- Dig Dat Hole
- The Effigies
- End Result
- Naked Raygun
- Primos
- Rifle Sport
- Urge Overkill